# Îlet-à-Brouée
Îlet-à-Brouée – wyspa należąca do Haiti, położona na Morzu Karaibskim. Znajduje się na południe od wyspy Haiti, w pobliżu Île-à-Vache. Ma powierzchnię 4 km² i zamieszkuje ją około 500 osób, co czyni ją jedną z najgęściej zaludnionych wysp na Ziemi.
Na wyspie znajdują się 83 domy mieszkalne. Miejscowa ludność zajmuje się głównie rybołówstwem. Okoliczne wody obfitują w ryby, jednak z powodu skutków zmian klimatu i przełowienia populacja ryb gwałtownie maleje. Mieszkańcy na wyspie nie mają dostępu do opieki zdrowotnej, edukacji, elektryczności, bieżącej wody pitnej i kanalizacji.
W wyniku huraganu Matthew w październiku 2016 wyspa zmniejszyła się o 20%, a zniszczeniu uległo około 2/3 budynków mieszalnych. Każdego lipca, aby uniknąć spustoszenia podczas huraganów, mieszkańcy przenoszą się na inne pobliskie wyspy, takie jak Île-à-Vache. W listopadzie wracają do domu i odbudowują swoje domy.